# Химн на Хърватия
Песента „Хубава наша Родино“ (на хърватски: Lijepa naša domovino), или по-кратко: „Хубава наша“, е национален химн на Хърватия.

## Текст
| Lijepa naša domovino,      | Хубава наша родино,              |
| Oj junačka zemljo mila,    | о, юнашка земьо мила,            |
| Stare slave djedovino,     | старославна татковино,           |
| da bi vazda sretna bila!   | вечно да си щастлива!            |
| .                          |                                  |
| Mila kano si nam slavna,   | Мила, колкото и славна,          |
| Mila si nam ti jedina.     | мила си ни ти едничка.           |
| Mila kuda si nam ravna,    | Мила си ни, където си равна,     |
| Mila kuda si planina!      | Мила си ни, където си планинска! |
| .                          |                                  |
| Teci Dravo, Savo teci,     | Течи, Драво, Саво, течи,         |
| Nit ti Dunav silu gubi,    | нито ти Дунав сила не губи,      |
| Sinje more svijetu reci,   | Синьо море кажи на света,        |
| Da svoj narod Hrvat ljubi. | че хърватинът обича своя народ.  |
| .                          |                                  |
| Dok mu njive sunce grije,  | Докато му слънце нивите огрява,  |
| Dok mu hrašće bura vije,   | докато в дъбрави буря вие,       |
| Dok mu mrtve grobak krije, | докато тачим наште мъртви,       |
| Dok mu živo srce bije!     | докато му живо сърцето бие!      |

## Автори на химна
Авторът на текста, Антун Миханович (1796 – 1861), поет от илирийското движение, написва стихотворението „Хърватска родина“ (Horvatska domovina), което е публикувано през 1835 г. в брой 10 на литературния вестник „Даница“, олицетворяващ литературното възраждане в Хърватия. Първоначалният вариант на стихотворението е от 14 куплета.
Песента „Хубава наша родино“ се появява в края на 1840-те години. Не е известна точната година на появяването ѝ, но обикновено се посочва 1848 г. Не е абсолютно сигурно от кого е композирана, но през втората половина на 19 век се налага мнението, че това е Йосип Рунянин (1821 – 1878), който няма музикално образование. През 1848 г. той е кадет в 10-и граничен пехотен полк в Глина, затова се смята, че песента е композирана там.
Рунянин композира музика само към 2 куплета на стихотворението от Миханович и всъщност мелодията се състои от 2 части в 16 такта (a a1 b a1). Обикновено се изпълняват само 4 куплета: първият, вторият, предпоследният и последният (дадени по-горе).

## Текстови редакции
Днешният текст на химна на Хърватия не е абсолютно еднакъв с този на оригинала, написан от Миханович. Освен необходимите промени за осъвременяване на езика са внесени и редица смислови промени. Някои от смисловите промени, внесени по-рано, са отпаднали.
Официалният текст на химна е утвърден окончателно през 1990 г. в чл. 16 от Закона за герба, знамето и химна на Република Хърватия.

## Музикални преработки
Не е известно как е изглеждала оригиналната мелодия. Първото известно записване е направено през 1861 г. от Ватрослав Лихтенегер, музикален педагог. Слуша своите курсисти (учители-стажанти) да пеят песента и записва нотите на мелодията така, както те я изпълняват. Лихтенегер подготвя композицията за мъжки вокален квартет. През 1862 г. неговата версия е публикувана в „Сборник с различни вокални квартети за мъжки хор“, (том II, кн. 9) на Народния музикален институт в Загреб.
През следващите години песента се появява в разни сборници под заглавие „Хърватска родина“ (Hrvatska Domovina), а под името „Хубава наша“ (Liepa naša) излиза за пръв път през 1864 г. в сборник с вокални квартети, издаден от Загребското музикално дружество на духовната младеж. Тези 2 заглавия се редуват до 1890-те години, когато за заглавие се налага първият стих „Хубава наша родино“.
Има и други музикални варианти след този на Лихтенегер. Мелодията се аранжира за различни хорове, като при това се изменя, а днешният вариант води началото си от Франьо Дуган старши (1919).
И днес съществуват множество музикални версии на тази песен: за мъжки, женски, детски и смесени хорове, за струнни и духови оркестри, за орган, за пиано, както и за симфоничен оркестър.
Официалният нотен запис на химна е утвърден окончателно през 1990 г. в чл. 17 от Закона за герба, знамето и химна на Република Хърватия.

## Статут на химн
През 19 век „Хубава наша“ се изпълнява при тържествени случаи с национален характер, наред с други подобни песни. Тя е само един от множеството народни химни, записани от Франьо Ксавер Кухач през 1889 г. (Боже живи, Още Хърватия не е загинала, Ние сме братя илирийски и др.). През 1891 г., по време на изложбата на Хърватско-славонското икономическо дружество в Загреб, за пръв път е наречена „хърватски химн“ и изпълнена под заглавие „Хубава наша“.
Съюзът на хърватските певчески дружества се обръща към хърватския Сабор през 1907 г. „относно узаконяване, респ. официално обявяване на песента Хубава наша родино за хърватски химн“. Въпреки че Саборът не реагира, „Хубава наша“ става неофициален хърватски химн, а при тържествени случаи се изпълнява непосредствено след официалния химн на Австро-Унгария. Когато на 29 октомври 1918 г. Хърватска става за кратко време независима, Саборът пее „Хубава наша“.
Изпълнява се неофициално и между двете световни войни. По време на Втората световна война се пее както от усташите, така и от партизаните. След войната не е забранена, а при тържествени случаи мелодията на „Хубава наша“ се свири непосредствено след югославския химн.
За пръв път в историята на Хърватия на 29 февруари 1972 г. е обявена официално за национален химн в първото допълнение към конституцията (точка 4). В тази точка пише: „Химн на Социалистическа република Хърватия е... Хубава наша родино“, като този текст е внесен и в конституцията на СР Хърватия от 1974 г.
Конституцията на Република Хърватия от 1990 г. дава на Хубава наша родино статут и функция на хърватски национален химн, а Законът за герба, знамето и химна на Република Хърватска утвърждава нейния текст и нотен запис, които по този начин стават задължителни.